# Orkneyinga þáttr
Orkneyinga þáttr es una historia corta islandesa (þáttr). Corresponde a una versión resumida de la saga Orkneyinga, fue escrita hacia el siglo XIV y compilada en el Flateyjarbók. Se conserva en el Instituto Árni Magnússon de Reikiavik clasificado como pergamino AM 102 fol.